# The Uncommercial Traveller
The Uncommercial Traveller is een verzameling van literaire schetsen, herinneringen en essays van de Engelse schrijver Charles Dickens.
De titel lijkt ontleend te zijn aan een toespraak die hij hield als ere-voorzitter van de Commercial Travellers' School in Londen. De stukken werden eerst gepubliceerd in Dickens' bladen All the Year Round en Household Words.
De verzameling werd in 1860 in boekvorm uitgegeven, met aanvullingen in 1865 en 1875.